# 7-es busz (Mosonmagyaróvár)
A mosonmagyaróvári 7-es jelzésű autóbusz a Vasútállomás és az Autóbusz-végállomás megállóhelyek között közlekedik. A vonalat a Volánbusz üzemelteti.

## Közlekedése
Mindennap közlekedik. Munkanapokon 1 járat a MOFÉM gyárat is érinti. A vonalon csak regionális autóbuszjáratok közlekednek.

## Útvonala
| Autóbusz-végállomás felé | Vasútállomás felé |
| --- | --- |
| Vasútállomás – Hild János tér – Kossuth Lajos utca – Kossuth Lajos utca – Bauer Rudolf utca – Liszt Ferenc utca – Fertősor – Alkotmány utca – Kötöttárugyári út – Timföldgyári út – Barátság utca – Alkotmány utca – Éger utca – Gyertyán utca – Barátság utca – Levél út – (Mező Imre utca – MOFÉM gyár – Terv utca – Szekeres Richárd utca –) TESCO Áruház parkoló – Autóbusz-végállomás | Autóbusz-végállomás – TESCO Áruház parkoló – Levél út – Barátság utca – Gyertyán utca – Éger utca – Alkotmány utca – Barátság utca – Timföldgyári út – Kötöttárugyári út – Alkotmány utca – Fertősor – Liszt Ferenc utca – Bauer Rudolf utca – Kossuth Lajos utca – Kossuth Lajos utca – Hild János tér – Vasútállomás |

## Megállóhelyei
Az átszállási kapcsolatok között a 7I és 7M jelzésű járatok nincsenek feltüntetve!
| 0  | 0  | Vasútállomás                                            | 15 | 1, 1B, 1K, 2, 4, 4A, 4H, 5, 6, 8   | Mosonmagyaróvár Hild János tér                               |
| 1  | 1  | Ostermayer utca (↓) Kölcsey Ferenc utca (↑)             | 14 | 4A, 6                              |                                                              |
| 2  | 2  | Bauer Rudolf utca                                       | 12 |                                    | Báger tó                                                     |
| 3  | 3  | Fertősor, Báger tó                                      | 11 |                                    | Báger tó                                                     |
| 4  | 4  | Fertősor 64. (Főkapu)                                   | 10 |                                    |                                                              |
| 6  | 5  | MOTIM gyár                                              | 7  |                                    | MOTIM Alumíniumszulfát Kft.                                  |
| 7  | 6  | Barátság utca, Alkotmány utca (↓) Barátság utca 20. (↑) | 6  |                                    |                                                              |
| 8  | 7  | MoWin Park, SMR                                         | 5  |                                    | MoWin Park                                                   |
| 9  | 8  | Wahl Hungária Kft. (Korábban: Barátság utca, Wahl üzem) | 3  |                                    | Wahl Hungária Kft.                                           |
| ∫  | 10 | MOFÉM gyár                                              | ∫  |                                    | MOFÉM gyár                                                   |
| 12 | 12 | Autóbusz-végállomás                                     | 0  | 1, 1K, 2, 3, 3K, 5A, 5H, 5K, 5R, 6 | Autóbusz-állomás, TESCO Hipermarket, Park Center, ÉNYKK Zrt. |